# Telephanus melanchlorus
Telephanus melanchlorus es una especie de coleóptero de la familia Silvanidae.

## Distribución geográfica
Habita en Costa Rica, Panamá y Venezuela.